# Grotta di Su Mannau
Grotta di Su Mannau är en grotta  i Fluminimaggiore på Sardinien, Italien. Grottan är 8 km lång med två huvudgrenar, den ena börjar i floden Placido och den andra i floden Rapido. I den första grenen finns ett stort rum som har använts under förhistorisk tid. Rester av oljelampor har hittats här och de användes i en vattenkult. Grottan var förbunden med det närbelägna Antastemplet som byggdes under 800-talet f. Kr..